# Д̆
Cette page contient des caractères spéciaux ou non latins. S’ils s’affichent mal (▯, ?, etc.), consultez la page d’aide Unicode.
Д̆ (minuscule : д̆), appelé dé brève, est une lettre additionnelle de l’alphabet cyrillique utilisée en aléoute. Elle est composée du dé ‹ Д › diacrité d’un brève.

## Utilisations
Le dé brève est utilisé dans l’écriture de l’aléoute de Bering pour noter une consonne fricative dentale voisée [ð], notamment dans le dictionnaire d’E. V. Golovko publié en 1994.

## Représentation informatique
Le dé brève peut être représenté avec les caractères Unicode suivants :
- décomposé (cyrillique, diacritiques)[2],[3] :

| formes    | représentations | chaînes de caractères | points de code | descriptions                                     |
| --------- | --------------- | --------------------- | -------------- | ------------------------------------------------ |
| capitale  | Д̆               | Д◌̆                    | U+0414 U+0306  | lettre majuscule cyrillique dé diacritique brève |
| minuscule | д̆               | д◌̆                    | U+0434 U+0306  | lettre minuscule cyrillique dé diacritique brève |